# Tve-skyttling
Tve-skyttling, även kallad twist (försvenskat till tvist) är en vävteknik, som i grunden är tuskaft. Det speciella med tve-skyttling är att man arbetar med två skyttlar olika laddade med garn (tråd) i två kontrasterande färger.
Man använder skyttlarna växelvis så att vartannat inslag blir av den ena färgen och mellanliggande inslag av den andra färgen. Om man ibland, efter en uppgjord plan, använder samma skyttel till flera inslag i följd, innan man byter till den andra skytteln, kan olika mönstereffekter erhållas.